# Samsø
Samsø – wyspa w Danii, położona w cieśninie Kattegat, 15 km od wybrzeży Półwyspu Jutlandzkiego. W 2011 roku zamieszkiwało ją 3724 mieszkańców. Powierzchnia wyspy wynosi 114,26 km², a gęstość zaludnienia 32,6 os./km². Wyspa Samsø leży niedaleko dwóch mniejszych wysp Tunø (3,52 km²) oraz Endelave (13,08 km²).

## Podstawowe informacje

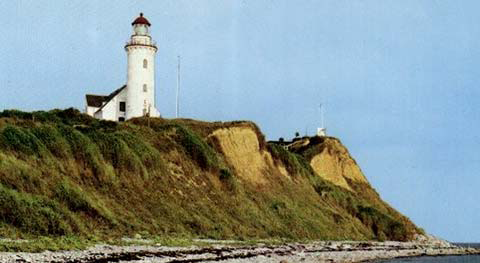
Latarnia morska w południowo-zachodniej części wyspy

Wyspa Samsø jest podzielona na 3 regiony, którymi są:
- Wyspa Północna,
- Stavans Fjord,
- Wyspa Południowa.

Samsø jest słynna wśród Duńczyków ze względu na rosnącą na wyspie odmianę młodych ziemniaków, których cena może wynieść nawet 150 € za kilogram. Wyspa jest również popularna wśród turystów z krajów takich jak Francja czy Irlandia, którzy chętnie odwiedzają ją w celu zbiorów truskawek w czerwcu oraz lipcu.

## Produkcja energii
Ze względu na doskonałe warunki atmosferyczne wyspa posiada liczne farmy wiatrowe, które w ekologiczny sposób zasilają w energię mieszkańców wyspy. Dzięki temu stała się wolna od używania paliw płynnych oraz węgla. Oprócz tego na wyspie korzysta się z innych odnawialnych źródeł energii, takich jak biopaliwa oraz energia słoneczna, w celu podnoszenia wyników ekologicznych, a także rezerwowania oraz eksportu elektryczności na okoliczne wyspy.